# João Paulo Campos
João Paulo Campos (ur.  1968) – brazylijski brydżysta, World Life Master (WBF).

## Wyniki brydżowe

### Olimpiady
Na olimpiadach uzyskał następujące rezultaty:
| Olimpiady Brydżowe. Zawody teamów | Olimpiady Brydżowe. Zawody teamów | Olimpiady Brydżowe. Zawody teamów    | Olimpiady Brydżowe. Zawody teamów | Olimpiady Brydżowe. Zawody teamów | Olimpiady Brydżowe. Zawody teamów |
| Rok                               | Miejsce                           | Zawody                               | Kategoria                         | Drużyna                           | Pozycja                           |
| --------------------------------- | --------------------------------- | ------------------------------------ | --------------------------------- | --------------------------------- | --------------------------------- |
| 2012                              | Lille                             | 2. Olimpiada Sportów Umysłowych      | Open                              | Brazil                            | 21                                |
| 2002                              | Salt Lake City                    | 4 Mistrzostwa o Wielką Nagrodę MKOL  | Open                              | Brazil                            | 6                                 |
| 2000                              | Maastricht                        | 11. Olimpiada Brydżowa               | Open                              | Brazil                            | 5                                 |
| 1999                              | Lozanna                           | 2. Mistrzostwa o Wielką Nagrodę MKOL | Open                              | Brazil                            | 2                                 |
| 1998                              | Lozanna                           | 1 Mistrzostwa o Wielką Nagrodę MKOL  | Open                              | Brazil                            | 1                                 |

### Zawody światowe
W światowych zawodach zdobył następujące lokaty:
| Mistrzostwa Świata. Konkurencja teamów | Mistrzostwa Świata. Konkurencja teamów | Mistrzostwa Świata. Konkurencja teamów   | Mistrzostwa Świata. Konkurencja teamów | Mistrzostwa Świata. Konkurencja teamów | Mistrzostwa Świata. Konkurencja teamów |
| Rok                                    | Miejsce                                | Zawody                                   | Kategoria                              | Drużyna                                | Pozycja                                |
| -------------------------------------- | -------------------------------------- | ---------------------------------------- | -------------------------------------- | -------------------------------------- | -------------------------------------- |
| 2013                                   | Nusa Dua                               | 41. Mistrzostwa Świata Teamów            | Trans                                  | Dorsi                                  | 18                                     |
| 2013                                   | Nusa Dua                               | 41. Mistrzostwa Świata Teamów            | Open                                   | Brazil                                 | 15                                     |
| 2011                                   | Veldhoven                              | 40. Mistrzostwa Świata Teamów            | Trans                                  | Brazil Open                            | 52                                     |
| 2011                                   | Veldhoven                              | 40. Mistrzostwa Świata Teamów            | Open                                   | Brazil                                 | 16                                     |
| 2010                                   | Filadelfia                             | 13. Seria Mistrzostw Świata              | Open                                   | Dorsi                                  | 81                                     |
| 2009                                   | São Paulo                              | 39 Mistrzostwa Świata Teamów             | Open                                   | Brazil                                 | 17                                     |
| 2009                                   | São Paulo                              | 39. Mistrzostwa Świata Teamów            | Trans                                  | Brazil                                 | 5                                      |
| 2009                                   | Santiago                               | 59. Mistrzostwa CSB                      | Open                                   | Brazil                                 | 3                                      |
| 2003                                   | Monte Carlo                            | 36. Mistrzostwa Świata Teamów            | Open                                   | Brazil                                 | 18                                     |
| 2001                                   | Paryż                                  | 35 Mistrzostwa Świata Teamów             | Open                                   | Brazil                                 | 16                                     |
| 2000                                   | Southampton                            | 34 Mistrzostwa Świata Teamów             | Open                                   | Brazil                                 | 2                                      |
| 1998                                   | Lille                                  | 10 Mistrzostwa Świata                    | Open                                   | Chagas                                 | 2                                      |
| 1994                                   | Albuquerque                            | 9. Mistrzostwa Świata                    | Open                                   | Cintra                                 | 33                                     |
| 1991                                   | Ann Arbor                              | 3. Młodzieżowe Mistrzostwa Świata Teamów | Juniorzy                               | Brazil                                 | 11                                     |

| Mistrzostwa Świata. Konkurencja par | Mistrzostwa Świata. Konkurencja par | Mistrzostwa Świata. Konkurencja par | Mistrzostwa Świata. Konkurencja par | Mistrzostwa Świata. Konkurencja par | Mistrzostwa Świata. Konkurencja par |
| Rok                                 | Miejsce                             | Zawody                              | Kategoria                           | Partner                             | Pozycja                             |
| ----------------------------------- | ----------------------------------- | ----------------------------------- | ----------------------------------- | ----------------------------------- | ----------------------------------- |
| 2010                                | Filadelfia                          | 13. Mistrzostwa Świata              | Open                                | Miguel Villas Boas                  | 210                                 |
| 2010                                | Filadelfia                          | 13. Mistrzostwa Świata              | Open IMP                            | Miguel Villas Boas                  | 2                                   |
| 2009                                | Santiago                            | 59. Mistrzostwa CSB                 | Open                                | Miguel Villas Boas                  | 2                                   |
| 1998                                | Lille                               | 10 Mistrzostwa Świata               | Open                                | Miguel Villas Boas                  | 19                                  |

## Klasyfikacja
- Miguel Villas Boas – klasyfikacja WBF (ang.)